# Israël et le Tabou de la bombe
Pour plus de détails, voir Fiche technique et Distribution.
 Israël et le Tabou de la bombe est un film documentaire allemand réalisé en 2012. Il raconte l'histoire du programme nucléaire israélien.

## Fiche technique
- Réalisation : Dirk Pohlmann
- Production : Anja Kühne, Sascha Lienert, Florian Hartung
- Musique : Mona Mur